# Miramar (La Habana)
Miramar es una de las principales zonas residenciales de la ciudad de La Habana, capital de Cuba, en el municipio de Playa. Está situado en terrenos colindantes con la ribera y costa Este de la desembocadura del río Almendares. La clase alta cubana vivía aquí antes de 1959 en suntuosas mansiones y residencias con grandes jardines, espacios verdes y otras comodidades. Al limitar por el norte con la costa, algunas casas frente al litoral aprovecharon la situación para construir piscinas directamente en el mar. La sección de costa también posibilitó la existencia de numerosos balnearios, clubes náuticos y sociales.

## Características
Miramar posee 4 grandes parques de 100 × 100 m aproximadamente, pero con las esquinas externas redondeadas, todos con numerosos y frondosos árboles situados en pares a cada lado de la 5.ª Avenida. Los 2 primeros parques están situados entre las calles 0 y 2, justo a la salida del túnel de la Quinta Avenida proveniente del Vedado. Los otros 2 grandes parques están situados entre las calles 24 y 26 y uno de ellos posee una glorieta en el centro, esta glorieta fue un proyecto de la firma Morales y Compañía Arquitectos. Las regulaciones del urbanista Luis Morales estipulaba desde su plan inicial en 1907, unas dimensiones de las manzanas rectangulares de 100 x 200 metros con 24 parcelas o solares cada una. Las 12 parcelas-solares del centro de la manzana (parte estrecha hacia las calles secundarias) tenían originalmente unas dimensiones de 20 x 45 m. La cara menor de la manzana se dividió en 4 parcelas-solares ubicados hacia las Avenidas (22 m de ancho) de más jerarquía. Las parcelas más caras fueron sobre todo las situadas hacia la Quinta Avenida. Los solares de esquina eran los más grandes y caros ya que tenían una dimensión de 25 x 45 m. Los espacios públicos de la manzana se conformaban en toda la periferia de la manzana con parterres de 2 m de ancho siempre con césped y árboles. La aceras siempre en cemento también tenían de 2 m de ancho. Un pequeño parterre con césped se situó entre la acera y el límite de la propiedad del solar-parcela.
Al interior de las parcelas-solares, las condicionales iniciales fueron: 5 metros de jardín, 4 metros de portal, 2.50 metros de separación por los linderos laterales y de fondo, y un uso residencial.

## Historia

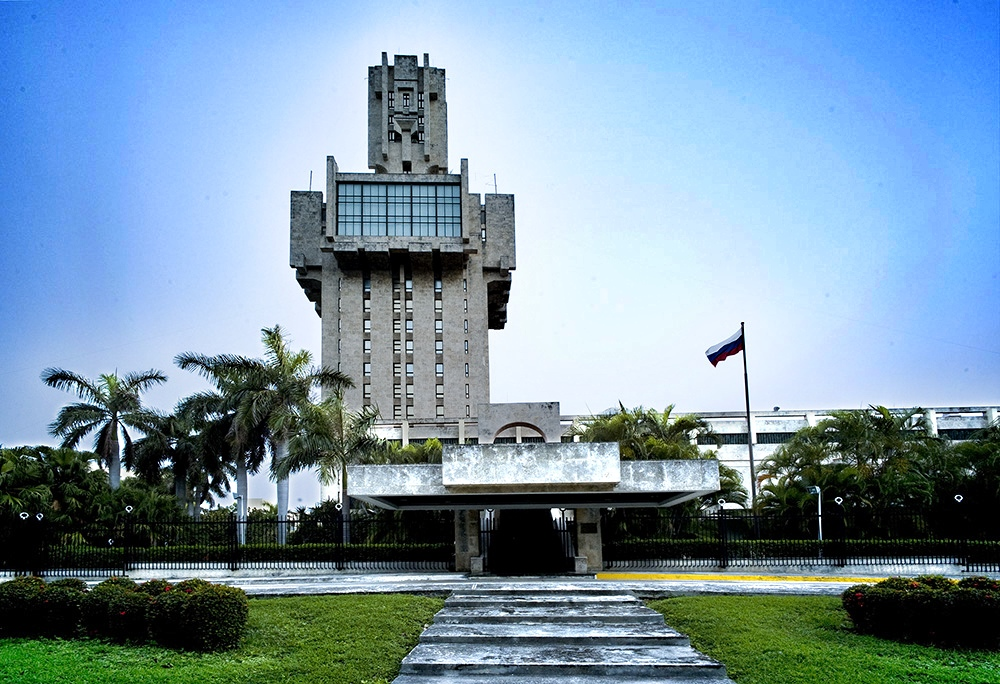
Embajada de la Federación de Rusia en La Habana.

El proyecto urbano del reparto de Miramar es concebido y firmado en 1907-08 por el ingeniero y urbanista cubano Luis Morales y Pedroso (graduado en 1904 en la Columbia University, New York), quien fundó y fue propietario de la Firma Morales y Mata Arquitectos (1907-1917).
El proyecto del reparto Miramar fue realizado sobre los terrenos de la finca familiar "La Miranda" que perteneció al abogado cubano Manuel José Morales y Martin de Medina (padre de Luis Morales y Pedroso). Este dato le otorga la garantía de ser un proyecto urbano 100% cubano. Dicho proyecto –depositado para solicitud de licencia en 1908– fue aprobado para su ejecución por el Ayuntamiento de Marianao el 6 de febrero de 1911.
Desde el inicio, el ingeniero y urbanista Luis Morales y Pedroso proyectó la urbanización del reparto Miramar con algunos elementos similares a la ciudad de Nueva York, como las dimensiones de las manzanas que miden 100 x 200 metros y la Quinta Avenida, con igual nombre que la famosa avenida de la isla Manhattan. Esta avenida tiene su separador central con doble vías que va desde el río Almendares hasta la calle 36 y es considerada por muchos la calle más bella de toda Cuba. Ella es también conocida como avenida de las Américas por la Fuente de las Américas, construida en 1920 y situada al comienzo de la misma. La Quinta Avenida es la calle más transitada del reparto y constituye el eje principal de comunicación entre Miramar y El Vedado, al este del río Almendares.
El 19 de julio de 1913 se firma el contrato para ejecutar la urbanización del Reparto Miramar, entre Manuel José Morales Morales y Martin de Medina (propietario), Santiago Knight (contratista), Luis Morales Pedroso (urbanista e ingeniero del proyecto) y como administrador el abogado Joaquín Pedroso.
Aunque no fue construido en ese momento, fue concebido integrar al proyecto un puente levadizo de metal sobre el río Almendares que había sido diseñado por el ingeniero Luis Morales y Pedroso como proyecto de graduación de la universidad. En 1915, La Habana Electric Railway Co. construyó el puente de la calle Línea sobre el río Almendares que garantizó la continuidad de los tranvías hacia Marianao por la avenida 31, límite sur de Miramar.
El 29 de abril de 1916, por escritura pública N.º 185 ante el notario Jacinto Pedroso y Hernández, los señores José López Rodríguez (Pote) y Ramón González de Mendoza, a través de la recientemente creada Urbanizadora de Miramar, compran a Manuel José Morales el nuevo reparto. A pesar de la venta, los Morales quedaron de por vida como propietarios de censo con renta de varias manzanas de Miramar. Dicha renta por censo de esas manzanas se interrumpió en 1959 sin ninguna indemnización.
Aunque ya existía desde 1915 un puente (construido por la Insular Railway Co.) entre la calle Línea y Miramar; fue la nueva Urbanizadora de Miramar quien construyó el nuevo puente sobre el río Almendares. A ese puente de hierro sobre el río Almendares se le llamó popularmente el "puente Pote" y fue abierto oficialmente al tránsito para la circulación el 27 de febrero de 1921, comunicando la calle 11 en el Vedado con la calle 7.ª en Miramar.
En 1920, cuando ya estaba completamente diseñada y construida la Quinta Avenida hasta la calle 36, el arquitecto John H. Duncan realizó el diseño de la Torre del Reloj de Quinta Avenida y calle 10.
La Fuente de las Américas, situada al comienzo de la Quinta Avenida, fue concebida por el arquitecto estadounidense John Wilson y sus esculturas fueron realizadas por el escultor italiano Pietro Manfredi en 1920. Dicha fuente se integra a uno de los parques que concibió el urbanista Morales a ambos lados de la Quinta Avenida. El esquema de este parque se repite de forma similar en los 2 grandes parques de las calles 24 y 26. Es junto a uno de estos parques, el delimitado entre Quinta Avenida, 3.º A, 24 y 26, que fue construida la iglesia de Santa Rita de Casia, concebida y realizada por la Firma Morales y Compañía arquitectos en 1941.
En 1924 ya se habían construido 30 manzanas del barrio Miramar, cuando en 1925 fue depositado un Permiso de Construir por Heliodoro Menéndez para la fundación del reparto Playa. Este sería la continuación de la 5.ª Avenida, más allá de la calle 42 del original reparto Miramar.
En Miramar se construyeron numerosas playas artificiales, las llamadas Playas del Oeste de La Habana, que pertenecían a clubes privados. Uno de los primeros clubes sociales fundados en esta urbanización fue el Habana Yacht Club (HYC 1886). Este club náutico privado, actualmente en muy mal estado constructivo, tenía un carácter muy exclusivo y radica frente a la Rotonda de la Playa, casi al final de la Quinta Avenida. El Miramar Yacht Club, fundado en 1926 en la avenida 96 y Mar, fue también un club privado con un ambiente náutico, deportivo y social, actualmente es sede de la Casa Central de las FAR. Este tuvo en sus inicios (1927) una construcción clásica en madera, pero en 1952 fue sustituida por una arquitectura moderna, diseñada por Benito Gómez Sampera, quien fue también proyectista y constructor del edificio FOCSA. Ya en los años 1940, este Club estaba considerado entre las cinco principales entidades sociales cubanas que se confederan en la organización amateurs o de aficionados denominada “Big Five”.
Durante la década de 1950 ocurrió una verdadera explosión inmobiliaria en Miramar. De esta época data la construcción del túnel del río Almendares y el túnel de Línea, los cuales mejoraron sustancialmente los accesos a esta barriada. Las construcciones más lujosas de Cuba se construyeron en el Miramar de esa etapa y son verdaderas mansiones y palacetes, con grandes jardines y patios decorados con estatuas y fuentes. Ellas alternaban con numerosos clubes náuticos y sociales, además de iglesias verdaderamente colosales como la de Jesús de Miramar en Quinta Avenida y 82, diseñada por el arquitecto Eugenio Cosculluela y Barreras y construida entre 1949 y 1953, así como la iglesia San Antonio de Padua (1950) en Quinta Avenida y 60, concebida por el arquitecto Eloy Norman.
Al terminar la construcción del Malecón, que se extendió hasta la desembocadura del río Almendares con el fortín de la Chorrera, la Quinta Avenida se convierte en su prolongación natural hacia el otro lado del río Almendares, con lo que el nuevo barrio y todo el territorio del oeste se convierte en nuevo asiento habitacional. El cruce que se hacía a través del puente levadizo Pote, representaba por aquella época un gran problema para el fuerte tráfico de la zona y finalmente fue sustituido por un túnel de doble vía bajo el río Almendares en 1957.

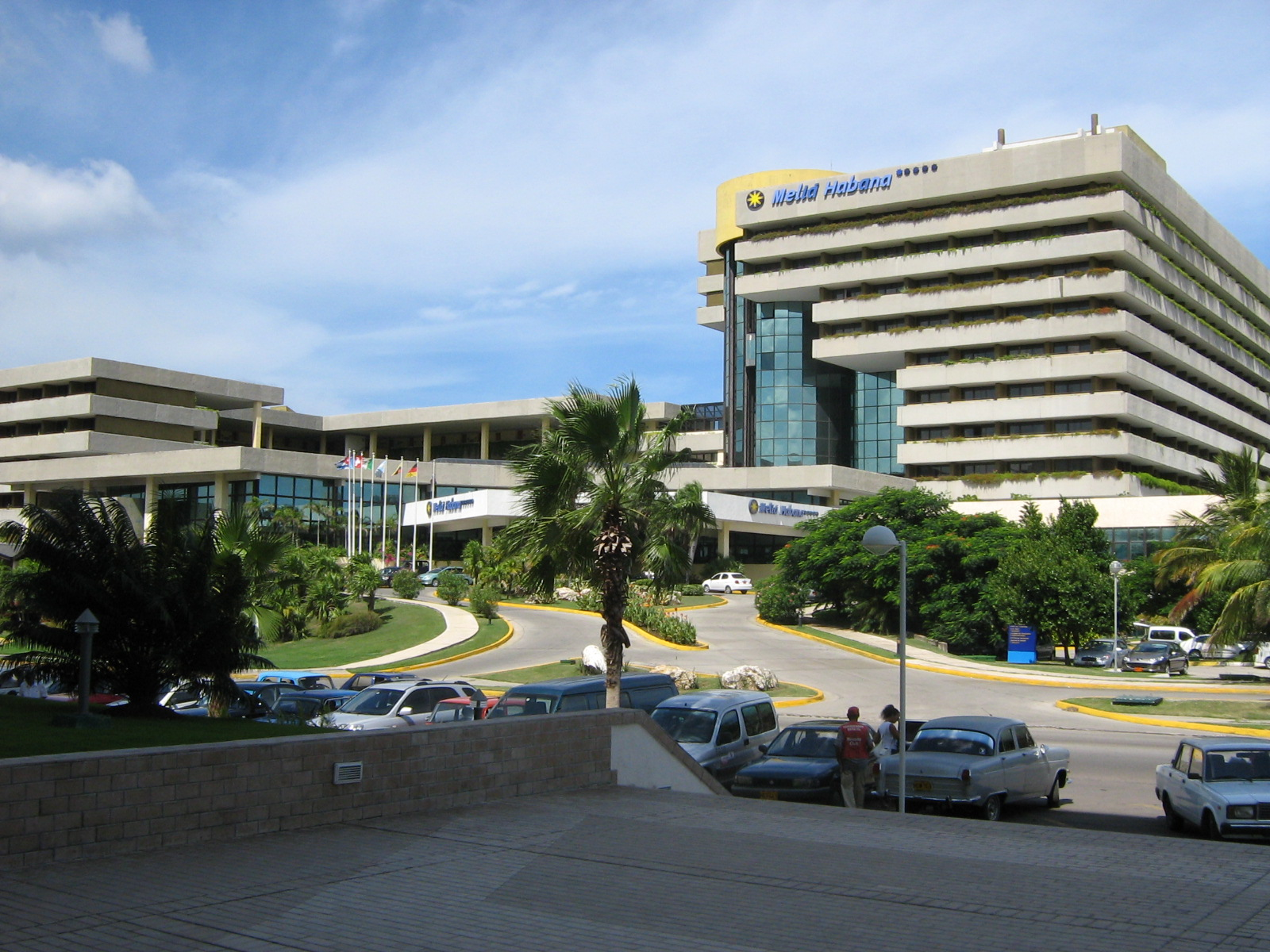
Hotel Meliá Habana, en la zona de negocios de Miramar.

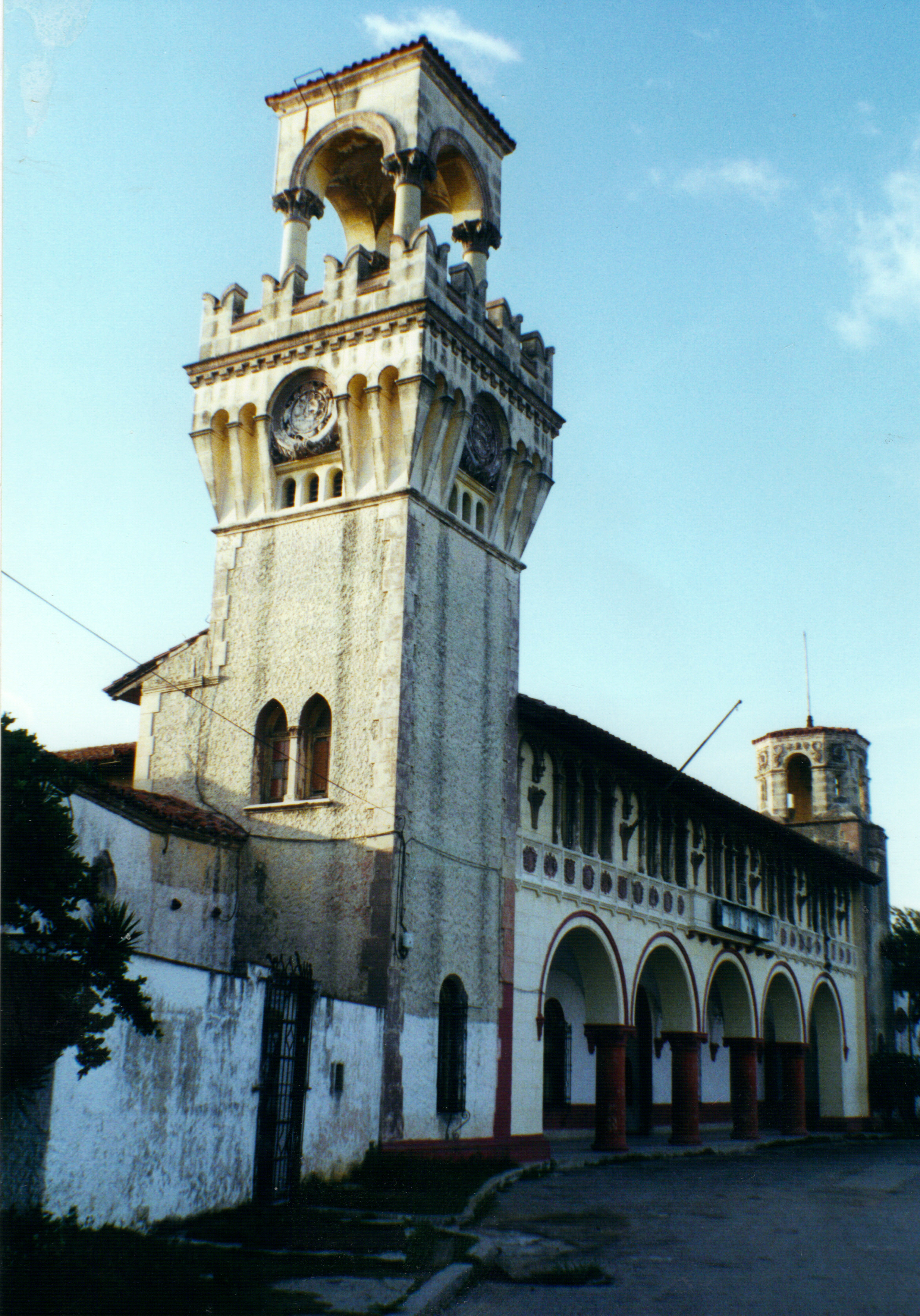
Antiguo Miramar Yacht Club.

## Tras la Revolución
La gran mayoría de las personas que vivían en este reparto abandonaron Cuba a raíz del régimen comunista causa de la Revolución en 1959. Debido a la calidad y belleza de sus de sus grandes mansiones, numerosas embajadas tienen actualmente su sede en las residencias de Miramar. Algunas de las casas privadas de ese reparto ofrecen el alquiler de habitaciones a turistas con similares servicios a los ofrecidos por los hoteles circundantes pero por precios inferiores.
Con el colapso de la URSS la zona adquiere nueva fachada con una imagen inversionista y turística. Allí se han construido numerosos hoteles y otras atracciones turísticas como el Hotel Panorama (edificio de acero y cristal), los hoteles Meliá Habana, el Mirazul y el Bella Costa que mezclan elementos coloniales cubanos con la arquitectura encristalada neo-moderna. Otros edificios de la zona son la Embajada Rusa y el Miramar Trade Center.
En este reparto existen tiendas como La Copa, situada en la céntrica esquina de 1.ª A y 42, varias discotecas y cabarets como Le Select; la casa de la moda en Cuba conocida como La Maison, donde se celebran desfiles de modas y fiestas de tipo vip, todos ellos lugares muy concurridos.
En este reparto el Policlínico 'Ana Betancourt' sito en 16 y Quinta Avenida, brinda servicios médicos a los habitantes de la zona.
En el año 2016 con motivo del centenario de esta urbanización, fue publicado por la Editorial Boloña de la Oficina del Historiador de Ciudad el libro "Centenario de Miramar reparto habanero". Este puede considerarse la obra más importante sobre Miramar debido a la compilación de investigaciones históricas sobre su urbanización. En su confección participaron los historiadores Felicia Chateloin, Mario Coyula, José Linares, Eliana Cárdenas, Félix Julio Alfonso, Patricia Zornoza y Severino Rodríguez. La compilación de textos fue realizada por Rita María Hernández y Alina Ochoa con la coordinación de Concepción Gutiérrez por la Casa de las Tejas Verdes.

## Otras zonas residenciales de la ciudad de La Habana
- El Vedado
- Atabey
- Siboney